# 湖岩奖
湖岩奖（韓語：호암상）是一个每年颁发一次的韩国奖项，授予“国内外对科学文化的发展做出卓越贡献、并增进人类福利的韩民族人士”，1991年首次授奖。该奖由三星集团创立，以其前总裁李秉喆的號命名。每年授奖一次，得主将获得一块6盎司金质奖章，一份获奖证书和3亿韩元。湖岩奖分为六项：湖岩科学奖、湖岩工程奖、湖岩医学奖、湖岩艺术奖、湖岩社区服务奖。1991年-1996年还曾颁发湖岩大众传播奖。